# (3709) Polypoites
(3709) Polypoites ist ein Asteroid aus der Gruppe der Jupiter-Trojaner. Damit werden Asteroiden bezeichnet, die auf den Lagrange-Punkten auf der Bahn des Jupiter um die Sonne laufen. (3709) Polypoites wurde am 14. Oktober 1985 von der US-amerikanischen Astronomin Carolyn Shoemaker entdeckt. Er ist dem Lagrangepunkt L4 zugeordnet.
Der Asteroid ist nach einem mythologischen griechischen Krieger benannt.